# 1-й Залізничний провулок (Житомир)
1-й Залізничний провулок — провулок в Корольовському районі міста Житомир. 

## Розташування
Розташований у завокзальній частині міста. З'єднує вулиці Залізничну та Нобелівську. Г-подібний на плані. Прямує на північний захід, затим повертає на північний схід. 

## Історія
Станом на початок ХХ століття місцевості за місцем розташування майбутнього провулка притаманна заболоченість.  
Провулок виник і отримав назву у 1959 році. Станом на 1968 рік провулок та його забудова сформовані. 